# لوسيان هاوبرد
لوسيان هاوبرد (بالإنجليزية: Lucien Hubbard)‏(22 ديسمبر 1888 – 31ديسمبر، 1971) كان منتج أفلام وكاتب سيناريو أمريكي بدأ نشاطه سنة 1917. يشتهر لوسيان بإنتاجه لفيلم أجنحة الذي فاز بأوّل جائزة أوسكار لأفضل فيلم في حفل توزيع جوائز الأوسكار الأول.

## الأعمال
- أجنحة (1927)

## وصلات خارجية
- لوسيان هاوبرد على موقع IMDb (الإنجليزية)
- لوسيان هاوبرد على موقع ألو سيني (الفرنسية)
- لوسيان هاوبرد على موقع أول موفي (الإنجليزية)
- لوسيان هاوبرد على موقع قاعدة بيانات الأفلام السويدية (السويدية)
- لوسيان هاوبرد على موقع قاعدة بيانات الفيلم (الإنجليزية)
- لوسيان هاوبرد على موقع كينوبويسك (الروسية)